# Фьоруччи, Элио
Элио Фьоруччи (итал. Elio Fiorucci; 10 июня 1935, Милан, Италия — 19 июля 2015, там же) — итальянский модельер и основатель модного бренда Fiorucci.
Начав заниматься розничной торговлей в возрасте 14 лет, Фьоруччи сумел впоследствии создать модный бренд, имевший мировой успех в 1970-х и 1980-х годах, в том числе став ключевым лейблом диско-сцены. Его дом моды служил местом притяжения, а не просто местом для покупки одежды. Так нью-йоркский магазин Fiorucci был известен как daytime Studio 54 и предоставлял своё пространство художникам и другим деятелям искусства, включая Энди Уорхола.
Фиоруччи приписывают разработку и популяризацию джинсов-стрейтч, а также преображение модной сцены. Джорджо Армани назвал его революционером, отметив: «Он всегда был готов пойти на определённый риск, чтобы по-настоящему понять своё время».

## Ранние годы и карьера
Элио Фьоруччи родился в Милане в семье из шести детей, двое из которых были мальчиками. Во время Второй мировой войны его семья перебралась в сельскую местность, а по её окончании вернулась, чтобы продолжить заниматься собственным обувным магазином и производством товара для него.
Фьоруччи начал работать в магазине своего отца, когда ему было 14 лет, став там штатным работником в 17 лет. В 1962 году он создал свою первую успешную дизайнерскую вещь — ярко окрашенную водонепроницаемую галошу. Она была представлена в итальянском журнале Amica и принесла молодому Фьоруччи доход, позволивший путешествовать. Так он имел возможность посещать Лондон, в то время служивший центром новой моды и произведший на него глубокое впечатление. Там его также увлекли динамичные подходы к ведению розничной торговли, которые он имел возможность наблюдать на Карнаби-стрит и Кенсингтонском рынке. Впоследствии Фьоруччи вспоминал о своём впечатлении о Лондоне: «Этот творческий хаос представлял собой новый курс, свободный от давления официальной одежды и элегантности».

## Запуск розничного бренда
В 1967 году, вернувшись в Милан, Фьоруччи открыл свой первый магазин, который располагался в галерее Пассарелла и был ориентирован на гораздо более молодую клиентуру, в отличие от большинства магазинов итальянской розничной торговли того времени. Фьоруччи продавал в нём одежду лондонских дизайнеров, таких как Осси Кларк, а также популярные среди хиппи афганские пальто. Магазин стал эклектичной смесью эксцентричности: в нём наличествовало всё — от тряпичных ковриков и чайников до средств для волос и одежды. Интерьер магазина был разработан Амалией Дель Понте.
К экзотическому рыночному подходу, который он наблюдал на Кенсингтонском рынке, добавился и подход самого Фьоруччи, использовавшего своё вдохновение, которое он получил во время своих путешествий в такие места, как Мексика и Ибица, а также наблюдая за модной сценой в Лондоне.
В 1970 году Фьоруччи основал свой собственный бренд. Он был значительно старше своего целевого рынка — подросткового и молодого покупателя, поэтому нанял молодых модных скаутов международного уровня, знавших о том, что носит молодёжь, для разработки различных дизайнов, которые можно было бы включить в своё производство. Отличительным логотипом, который Фьоруччи выбрал для своего бренда, стали два ангелочка в викторианском стиле в солнцезащитных очках. Одежда, которую он производил, была доступной и часто китчевой — например, яркие цветные футболки с его фирменным мотивом с ангелочками или диснеевскими персонажами.
Магазин Фьоруччи был совершенно необычным и радикальным для своего времени, превратившись по словам своего хозяина в «удивительный парк новинок». Второй его магазин открылся на миланской улице Виа Торино и включал в себя ресторан быстрого питания, став местом, где молодые люди могли показать себя и быть замеченными. На этом этапе своей карьеры Фьоруччи заручился финансовой поддержкой от Montedison group.

## Нью-йоркский магазин
В 1976 году бренд Fiorucci был перенесён в Нью-Йорк, где на Восточной 59-й улице был открыт его розничный магазин. Его интерьер был частично разработан известным итальянским архитектором и дизайнером Этторе Соттсассом. Этот магазин стал частью восходящей культуры диско. Вечеринка по случаю его открытия состоялась в клубе «Студия 54», а Фьоруччи заказал большой самолёт, чтобы туда доставить своих итальянских гостей. Как и его магазины в Милане, нью-йоркский магазин стало местом тусовок, предлагая своим гостям бесплатный эспрессо и музыку от местных диджеев. Он стал известен как daytime Studio 54 из-за множества дискотек, которые там проводились.
Фиоруччи подружился с Энди Уорхолом и бесплатно предоставил ему офис в магазине, где тот занимался издательством своего журнала Interview. Уорхол описывал магазин как забавный, отмечая: «Это то, что я всегда хотел, всё из пластика». Фьоруччи также выделил пространство своих стен для художника Кита Харинга и предоставил торговые льготы дизайнерам Анне Суи и Бетси Джонсон. Среди известных постоянных клиентов магазина Фьоруччи были Элизабет Тейлор, Жаклин Кеннеди и Шер, а также юный Марк Джейкобс, также коротавший там своё время.

### Расширение и смена собственника
Расширение бизнеса, начавшееся в 1975 году, продолжалось быстрыми темпами. К 1984 году бренд имел свои магазины на Кингс-роуд в Лондоне и Родео-драйв в Лос-Анджелесе, а также филиалы в Сиднее, Токио и Гонконге. Его магазин в Милане на пике своего успеха принимал до 10 000 посетителей в субботу. Некоторое время влияние Элио Фиоруччи казалось безграничным (он говорил по этому поводу: «Мы никогда не ошибались»), но тем не менне он испытывал трудности в управлении финансовыми делами компании. В 1981 году Benetton приобрёл долю Монтедисона в компании, продав её компании Aknofin шесть лет спустя. Кроме того, в 1986 году был вынужден закрыться нью-йоркский магазин Фьоруччи, за ним последовали и другие международные торговые точки бренда, и компания, чтобы избежать банкротства, была вынуждена перейти под процесс администрирования.
Лейбл Fiorucci был продан лейблу Carrera jeans, который продал его в 1990 году японской фирме Edwin International. Фьоруччи сумел сохранить творческий контроль над брендом, но его отношения с Edwin International не были гладкими. Самый первый магазин Fiorucci в Милане закрылся в 2003 году. Магазин в Нью-Йорке закрылся в том же году, переехав в центр города, а после теракта 11 сентября в Нью-Йорке став местом, которое спонсировало и поддерживало новых художников. Так для диджея AndrewAndrew он послужил стартовой площадкой для его карьеры.

### Последующая активность
После бренда Fiorucci Фьоруччи запустил новый модный бренд Love Therapy, который продавал джинсы, толстовки, прочую одежду и аксессуары. Через пять лет после его появления была заключена лицензионная сделка с Coin Group, по итогам которой как женские, так и детские товары бренда стали продаваться в филиалах розничной сети Oviesse.

## Влияние бренда и признание
Производство одежды являлось наименее важной частью успеха Фьоруччи, а центральное место в нём занимало создание определённой торговой атмосферы и брендинг. Например, он был одним из первых сторонников эпатажных рекламных кампаний, так наклейки, использовавшиеся для одной рекламной кампании по продвижению монокини, были изъяты итальянской полицией.
Значительный вклад Фьоруччи внёс в производство джинсов, которые он сделал более облегающими и подогнал под женскую фигуру. С 1982 года в его джинсах стала использоваться лайкра. Кроме того, Фьоруччи делал джинсы и из других материалов, включая винил. По слухам, созданный им обтягивающий дизайн джинсов был вдохновлён видом женщин на Ибице в мокрых джинсах. Фьоруччи посчитал, что джинсы лучше облегают женские тела, когда они мокрые, и решил воссоздать этот эффект, оставив в своём дизайне мало простора для воображения.
Фьоруччи способствовал популяризации принтов животных в моде 1970-х и начала 1980-х годов. Его торговой маркой служил леопардовый принт, хотя сам он был вегетарианцем и никогда не использовал кожу в своих джинсах или другой одежде.
Фьоруччи оказал сильное влияние на диско-сцену. Его нью-йоркский арт-директор занимался формированием стиля тогдашней восходящей звезды — Мадонны. Позднее, на вечеринке по случаю 15-летия бренда в «Студии 54», именно Мадонна согласилась выпрыгнуть из праздничного торта. Бренд Fiorucci упоминается, наряду с Холстоном и Gucci, в песне Бернарда Эдвардса и Найла Роджерса «He’s the Greatest Dancer», гимне диско, исполненной группой Sister Sledge.
В некрологе, посвящённом Фьоруччи, в программе BBC Radio 4 Last Word (первая трансляция состоялась 18 августа 2015 года) было взято интервью у куратора моды в Музее Виктории и Альберта Сонета Стенфилла, который высказал мнение, что Элио Фьоруччи помог сделать моду намного менее официальной, превратить джинсы в модную одежду, которую можно носить днём или вечером. Она также отметила, что его дизайнерские навыки охватывали не только моду, но и торговую среду и маркетинговые подходы, в совокупности делавшие его одежду более привлекательной. Графический дизайнер Терри Джонс сделал предположение, что его дизайнерский подход оказал непосредственное влияние на последующие модные бренды, такие как Dolce & Gabbana и Moschino.
Несмотря на яркую одежду и созданную им торговую среду, личный стиль Фьоруччи был сдержанным и включал, как правило, свитер и брюки. В 1976 году в интервью модному журналу Women's Wear Daily, посвящённому открытию его магазина на Манхэттене, он охарактеризовал себя как «торговца, а не человека моды».

## Личная жизнь
Фьоруччи был дважды женат и имёл трёх дочерей.